# Lie (boisson)
Pour les articles homonymes, voir Lie.
 (mai 2021).
Si vous disposez d'ouvrages ou d'articles de référence ou si vous connaissez des sites web de qualité traitant du thème abordé ici, merci de compléter l'article en donnant les références utiles à sa vérifiabilité et en les liant à la section « Notes et références ».

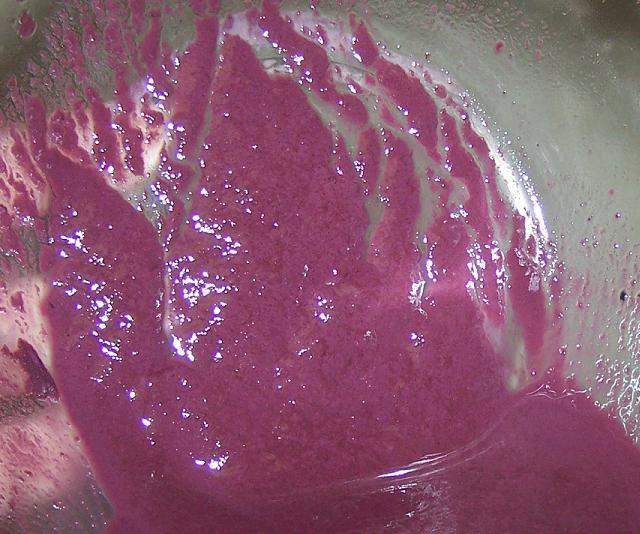
Lie de vin rouge restant dans la cuve après le soutirage.

En œnologie et en brasserie, la lie est un résidu de levures mortes (et éventuellement quelques résidus végétaux) qui sédimentent au fond du contenant à l'issue de la fermentation.
Au cours de la fermentation alcoolique, puis de la fermentation malolactique, des particules apparaissent dans le vin ou la bière, c'est la lie. Elle est constituée de levures, de bactéries et de composés organiques floculés et précipités. 
Après soutirage du vin, elle reste déposée au fond de la cuve. Elle a un aspect liquide mais dense. Riche en matières organiques, il s'agit d'une source potentielle de pollution.
C'est aussi de ce terme que vient le nom de la couleur lie de vin (rouge violacé).

## Élevage sur lie

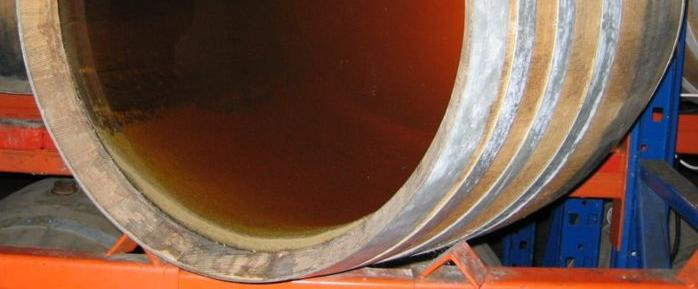
Couche de lies au fond d'un fût de vin blanc.

Les lies peuvent être conservées en partie : un soutirage dès la fin de fermentation élimine les lies les plus grosses (résidus solides de raisin, terre présente sur les grains de raisin) et conserve les lies fines (levures mortes). Les éléments constituant les lies vont s'hydrolyser en éléments de plus petite taille et plus solubles. Ils vont conférer des qualités au vin : gras, rondeur et affiner la vivacité et les arômes.

## Utilisation

### Distillation
La lie peut être distillée en une eau-de-vie de lie. Cette eau-de-vie est commune en Suisse.

### Alimentaire
La lie a été utilisée pour la conservation de la viande.

## Autres lies

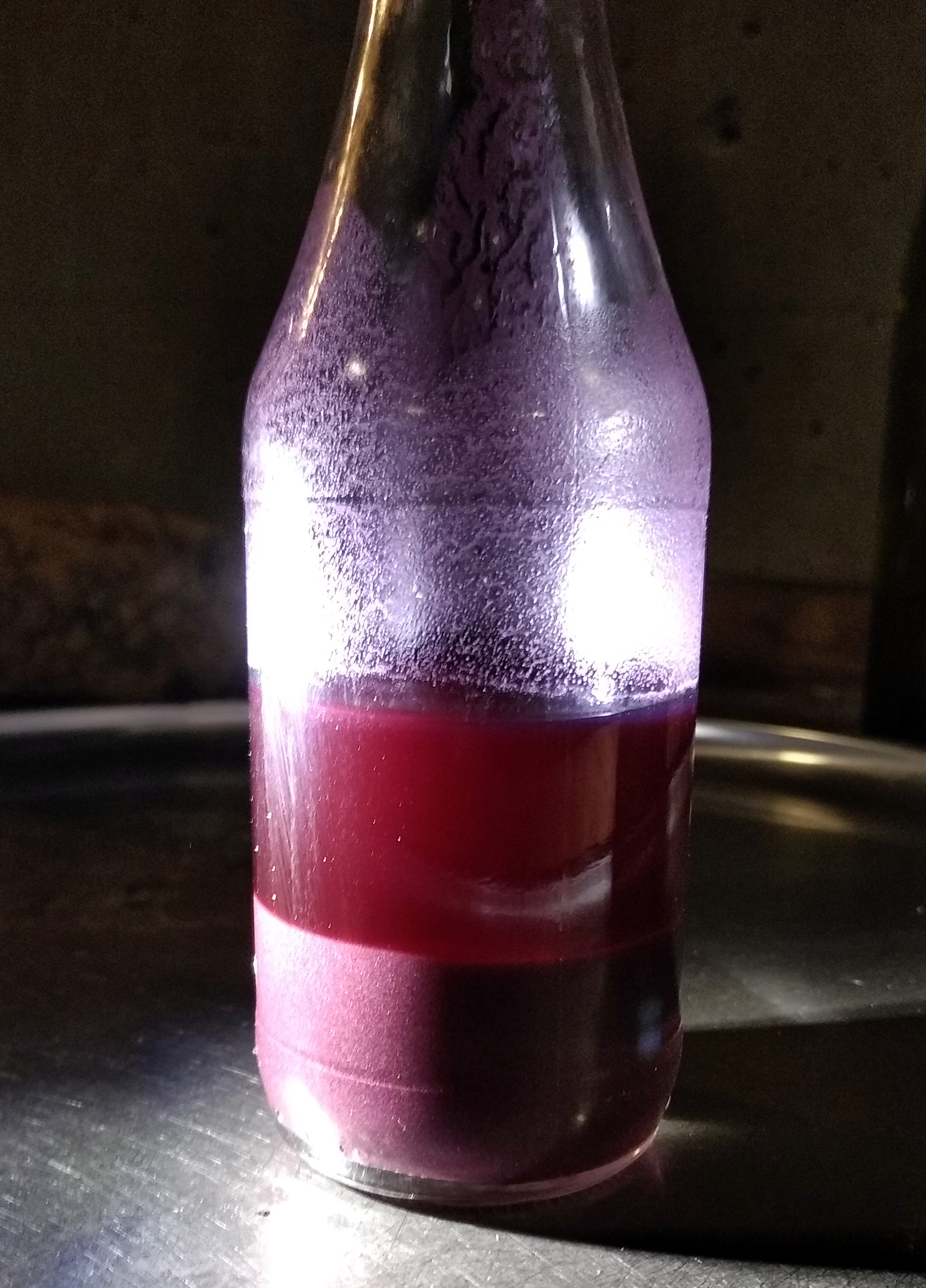
Échantillon de vin avec un dépôt de lies dans le fond.

La lie, comme dépôt constitué par la précipitation des  matières en suspension, se trouve également dans la bière, le cidre, le saké, le vinaigre et l'huile.

## Utilisation au sens figuré
Il est évoqué de manière imagée « la lie » lorsqu'un individu souhaite désigner péjorativement les résidus, les déchets ou les couches sociales considérées comme inférieures (voir racaille).
L'expression « Boire le calice jusqu'à la lie » signifie aller jusqu'au bout d'un acte désagréable.